# Двејн ди Розарио
Двејн ди Розарио (енгл. Dwayne De Rosario; Скарборо, 15. мај 1978) канадски је бивши професионални фудбалер који је играо на позицији офанзивног везног и нападача.
Сматра се једним од највећих и најодликованијих канадских играча свих времена. По завршетку играчке каријере, преузео је позицију амбасадора ФК Торонто.

## Клупска каријера
Ди Розарио је променио неколико клубова и скоро целу каријеру је провео играјући у америчкој МЛС лиги, играјући за Сан Хозе ертквејксе, Хјустон дајнамо, ФК Торонто, Њујорк ред булсе и Ди си јунајтед.
Четвороструки је шампион МЛС купа, а освојио је и награду МЛС за најкориснијег играча 2011. године. Ди Розарио је девети стрелац у историји МЛС са 104 гола.

## Репрезентативна каријера
На репрезентативном нивоу, ди Розарио је представљао репрезентацију Канаде од 1998. до 2015. године где је једно време био најбољи стрелац земље свих времена, са 22 гола у 81 утакмици. Са Канадом је освојио Конкакафов златни куп 2000. и четвороструки је канадски играч године. У оквиру прославе стогодишњице Фудбалског савеза Канаде 2012. године, уврштен је у најбољих стартних једанаест мушких играча свих времена.